# Saqaliba
El terme saqàliba (àrab: صقالبة, ṣaqāliba, pl. de صقلبي, ṣaqlabī o ṣiqlabī, ‘eslau’) és un terme genèric àrab amb què hom es referia, a l'edat mitjana i als països islàmics, als esclaus d'origen europeu, normalment palatins i, en alguns casos, eunucs. Molts foren emprats a l'Àfrica del Nord, Sicília i l'Àndalus com a mercenaris. El terme àrab procedeix del mot grec sklavinoi, ‘eslaus’.
El cronista àrab Ibn al-Faqih va escriure que hi havia dos tipus de saqàliba: aquells amb pell fosca i cabell negre que vivien en les costes i aquells amb pell clara que vivien en l'interior. Era típic del món àrab la distinció ètnica entre els grups d'eslaus.
Hi havia diverses rutes comercials de comerç d'esclaus i amb eslaus en el món àrab: a través de l'Àsia central -mongols, tàrtars, kazakhs, etc.-. A través del Mediterrani (l'Imperi Romà d'Orient) pel centre i oest d'Europa (Espanya), i per l'Àfrica del Nord (Marroc i Egipte). La ruta comercial del Volga i d'altres rutes europees, segons Ibrahim ibn Yaqub at-Turtuixí al-Israïlí, les portaven a terme mercaders jueus.
Abd-ar-Rahman ibn Habib as-Siqlabí, comandant musulmà de l'Àndalus, que el 777 va capitanejar una fracassada invasió a la península Ibèrica en suport del Califat Abbàssida; va ser conegut justament per aquest sobrenom.